# Андерсон, Ким
Керстин Кристина Биргитта «Ким» Андерсон (швед. Kerstin Kristina Birgitta «Kim» Anderzon; 20 марта 1943 года ― 24 октября 2014 года) ― шведская актриса театра и кино.

## Биография
Родилась 20 марта 1943 года. В возрасте шестнадцати лет переехала в Стокгольм, где выучилась на картографа. Некоторое время работала по специальности, однако затем решила посвятить себя актёрскому мастерству. Начала брать уроки в театральной студии Инги Вэрнс. В 1969 году начала сниматься в Пистольтеатерн. В том же году состоялся её сценический дебют в пьесе Direktör Ubu. Позже играла в пьесах Åh, vad revolutionen är härlig!!... (1974), Vi betalar inte! Vi betalar inte! (1977) и En kvinna (1979). Была удостоена награды за лучшую женскую роль на 19-й премии «Золотой жук» (главная кинопремия Швеции) за свою роль в фильме Второй танец. Вместе с Томасом Больме участвовала в проведении 27-й премии «Золотой жук».
Скончалась от рака позвоночника в своём доме 24 октября 2014 года.
Её дочь, Анна Катарина Тинтин Андерсон, также является актрисой.

## Избранная фильмография
- Kyrkoherden (Похотливый викарий) (1970)
- Badjävlar  (1971) (ТВ)
- Elvis! Elvis! (1977)
- Sällskapsresan (1980)
- Göta kanal eller Vem drog ur proppen?  (1981)
- Sally och friheten (Салли и свобода) (1981)
- Andra dansen (Второй танец) (1983)
- Sköna juveler (1984)
- Vägen до Gyllenblå!  (1985) телевизионный мини-сериал
- Ha ett underbart liv (1992)
- Rederiet (1994―2002) сериал
- Cluedo - en mordgåta (1996) сериал, эпизодическая роль
- Längtans blåa blomma (1998) телевизионный мини-сериал
- Ingen kan älska som vi (1988)
- Julens hjältar (1999) телевизионный мини-сериал
- Kärlekens språk (2004)
- Göta kanal 2 – Kanalkampen (2006)
- Leende guldbruna ögon (2007) телевизионный мини-сериал
- Den Sista Dokusåpan (Последнее реалити-шоу) (2012)